# Xenornis setifrons
A Xenornis setifrons a madarak osztályának verébalakúak (Passeriformes) rendjébe és a hangyászmadárfélék (Thamnophilidae) családjába tartozó Xenornis nem egyetlen faja.

## Rendszerezése
A fajt Frank Chapman amerikai ornitológus írta le 1924-ben.

## Előfordulása
Panama keleti és Kolumbia északnyugati területein honos. A természetes élőhelye a szubtrópusi vagy trópusi síkvidéki esőerdők.

## Megjelenése
Testhossza 15-16 centiméter, testtömege 25 gramm.

## Életmódja
Rovarokkal és más ízeltlábúakkal táplálkozik.

## Természetvédelmi helyzete
Az elterjedési területe kicsi és még ez is csökken, egyedszáma hétezer alatti és az is csökkent. A Természetvédelmi Világszövetség Vörös listáján sebezhető fajként szerepel.

## Külső hivatkozások
- Képek az interneten a fajról
- Internet Bird Collection
- Xeno-canto.org - a faj hangja és elterjedési területe